# Otzing
Otzing település Németországban, azon belül Bajorországban. Lakosainak száma 1969 fő (2023. december 31.). Otzing Stephansposching, Plattling, Aholming, Oberpöring és Wallersdorf községekkel határos.

## Népesség
A település népessége az elmúlt években az alábbi módon változott:
| Lakosok száma | 667  | 1636 | 1102 | 1504 | 1908 | 1915 | 1945 | 1991 | 1989 | 1969 |
|               | 1875 | 1950 | 1975 | 1987 | 2012 | 2014 | 2016 | 2017 | 2021 | 2023 |